# Danielle Deadwyler
Danielle Deadwyler (Atlanta, Georgia; 3 de mayo de 1982) es una actriz y escritora estadounidense. Entre 2015 y 2017 interpretó a LaQuita "Quita" Maxwell en la telenovela The Haves and the Have Nots, de la Oprah Winfrey Network, para luego aparecer en las series Paradise Lost y Station Eleven. Deadwyler obtuvo elogios de la crítica por su interpretación como Cuffee en la película The Harder They Fall de 2021. Mientras que en 2022 interpretó a Mamie Till-Mobley en la película dramática biográfica, Till (en español, Till: Justicia para mi hijo).

## Primeros años
Deadwyler nació en Atlanta, Georgia y se crio en el suroeste de Atlanta. Se graduó del Spelman College antes de recibir una Maestría de Artes en Estudios Americanos de la Universidad de Columbia.

## Carrera
Deadwyler comenzó su carrera apareciendo en producciones teatrales, incluidas La telaraña de Charlotte, The Real Tweenagers of Atlanta y For Colored Girls. Recibió críticas positivas por su actuación principal en la obra The C.A. Lyons Project del Alliance Theatre. Hizo su debut cinematográfico en 2012 interpretando el papel principal en la película dramática A Cross to Bear, dirigida por Travon Potts.
En 2015, Deadwyler tuvo un papel como estrella invitada en la segunda temporada de la serie dramática del canal BET, Being Mary Jane. Más tarde ese año, se unió al elenco de la telenovela creada por Tyler Perry, The Haves and the Have Nots interpretando a LaQuita "Quita" Maxwell. Más tarde tuvo papeles secundarios en las películas Gifted y The Leisure Seeker, además de apariciones en series de televisión como Greenleaf, Atlanta y Watchmen. En 2019, produjo e interpretó el papel principal en la película de suspenso The Devil To Pay. Tanto la película como su actuación fueron recibidas positivamente por los críticos.
En 2020, Deadwyler participó en la serie dramática de Paramount Network, Paradise Lost, junto a Josh Hartnett, Bridget Regan y Barbara Hershey, aunque la serie no fue renovada para una segunda temporada. También ese año, tuvo un papel recurrente en la miniserie Station Eleven de HBO Max y luego en la serie dramática P-Valley de Starz.
En 2021, Deadwyler interpretó a Cuffee en la película de Netflix, The Harder They Fall. El personaje estuvo inspirado en Cathay Williams. La película y su actuación recibieron críticas positivas de los críticos de cine. Por su actuación, recibió el premio NAACP Image a la Mejor actriz de reparto en una película. También ese año, fue elegida junto a Zoe Saldaña para la miniserie de Netflix From Scratch, basada en las memorias más vendidas de Tembi Locke.

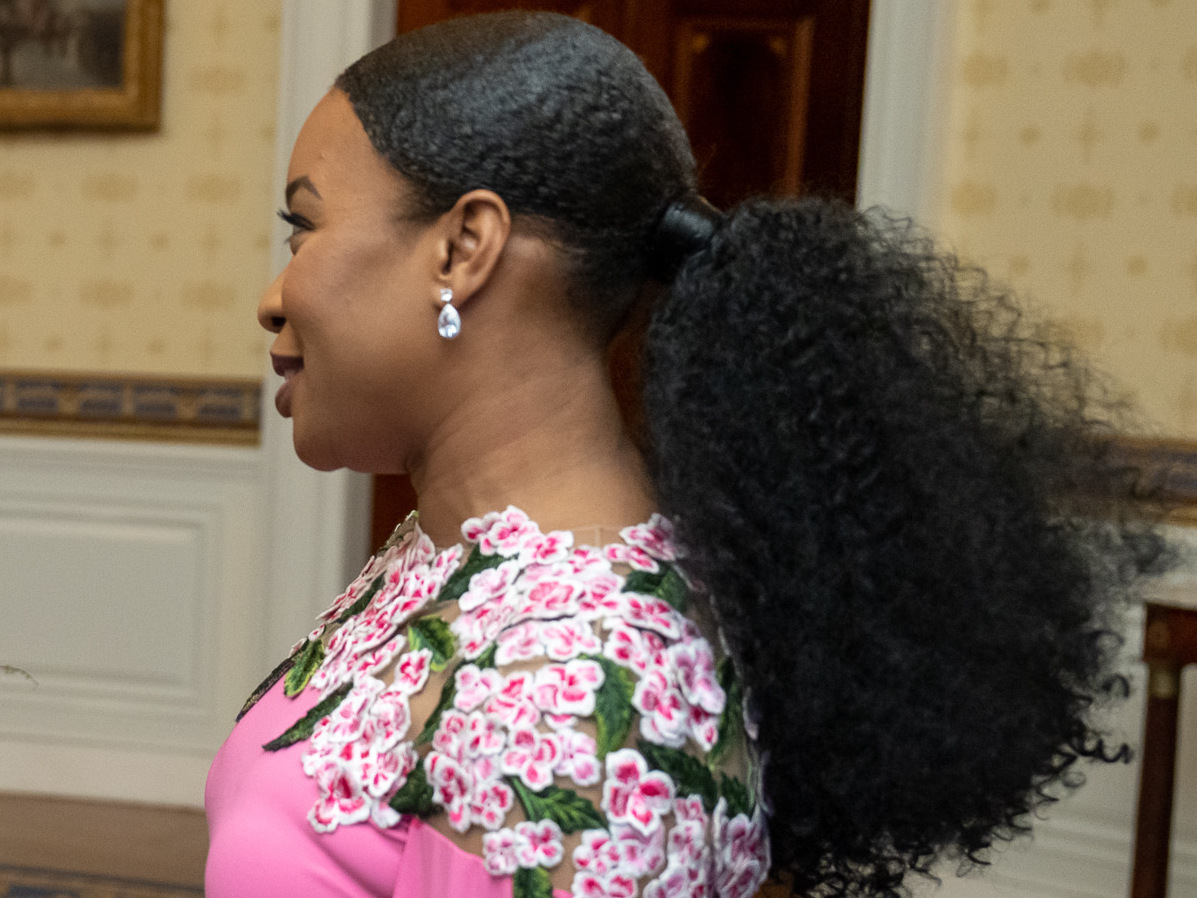
Danielle Deadwyler a la Casa Blanca en 2023

Deadwyler interpretará a Mamie Till-Mobley en la película dramática biográfica, Till, dirigida por Chinonye Chukwu. El estreno en Estados Unidos está programado para el 7 de octubre de 2022. También en 2022, fue elegida para el papel principal en la serie dramática de ciencia ficción de HBO, Demimonde, creada por J. J. Abrams.

## Filmografía

### Cine
| Cine | Cine                 | Cine                                | Cine               |
| Año  | Título               | Rol                                 | Notas              |
| ---- | -------------------- | ----------------------------------- | ------------------ |
| 2010 | Cyburbia             | Cyburbia                            | Cortometraje       |
| 2012 | A Cross to Bear      | Erica Moses                         |                    |
| 2013 | Sweet, Sweet Country | Ndizeye                             | Cortometraje       |
| 2014 | Ir/Reconcilable      | Maria                               | También productora |
| 2015 | The Youth            | Hoda                                |                    |
| 2017 | Gifted               | Trabajadora del refugio de animales |                    |
| 2017 | The Leisure Seeker   | Camarera de hotel                   |                    |
| 2018 | Jane and Emma        | Jane Manning                        |                    |
| 2019 | The Devil to Pay     | Lemon Cassidy                       | También productora |
| 2020 | It's Time            | Karen Phillips                      |                    |
| 2020 | Bygone Billy         | Trudy Wake                          |                    |
| 2021 | The Harder They Fall | Cuffee                              |                    |
| 2022 | Till                 | Mamie Till-Mobley                   | [ 24 ]             |
| 2024 | I Saw the TV Glow    | Brenda                              |                    |
| 2024 | La lección de piano  | Berniece Charles                    |                    |
| 2024 | Carry-On             | Elena Cole                          |                    |

### Televisión
| Televisión | Televisión                  | Televisión              | Televisión                                                       |
| Año        | Título                      | Rol                     | Notas                                                            |
| ---------- | --------------------------- | ----------------------- | ---------------------------------------------------------------- |
| 2015       | Being Mary Jane             | Naima                   | Episodio: «Signing Off»                                          |
| 2015–2017  | The Haves and the Have Nots | LaQuita "Quita" Maxwell | Elenco principal                                                 |
| 2016       | Greenleaf                   | Stacy                   | Episodios: «Good Morning, Calvary», «What Are You Doing Here?»   |
| 2018       | Hap and Leonard             | Mujer                   | Episodio: «T-Bone Mambo»                                         |
| 2018       | Atlanta                     | Tami                    | Episodio: «Champagne Papi»                                       |
| 2019       | Watchmen                    | June                    | Episodios: «This Extraordinary Being», «An Almost Religious Awe» |
| 2020       | FBI: Most Wanted            | Cleo Wilkens            | Episodio: «Caesar»                                               |
| 2020       | Paradise Lost               | Nique Green             | Elenco principal                                                 |
| 2020       | P-Valley                    | Yoli                    | Elenco recurrente (3 episodios)                                  |
| 2021-2022  | Station Eleven              | Miranda Carroll         | Miniserie; elenco recurrente (5 episodios)                       |
| 2022       | From Scratch                | Zora                    | Miniserie                                                        |
| TBA        | Demimonde                   | Olive Reed              | Protagonista                                                     |

## Premios y nominaciones
| Año  | Premio                                            | Categoria                             | Trabajo | Resultado | Ref.   |
| ---- | ------------------------------------------------- | ------------------------------------- | ------- | --------- | ------ |
| 2022 | Atlanta Film Critics Circle                       | Best Breakthrough Performer           | Till    | Nominado  | [ 27 ] |
| 2022 | Chicago Film Critics Association                  | Most Promising Performer              | Till    | Runner-up | [ 28 ] |
| 2022 | Dallas–Fort Worth Film Critics Association        | Best Actress                          | Till    | 4to lugar | [ 29 ] |
| 2022 | Florida Film Critics Circle                       | Best Actress                          | Till    | Nominated | [ 30 ] |
| 2022 | Gotham Independent Film Awards                    | Outstanding Lead Performance          | Till    | Ganador   | [ 31 ] |
| 2022 | Greater Western New York Film Critics Association | Best Actress                          | Till    | Nominated | [ 32 ] |
| 2022 | Greater Western New York Film Critics Association | Breakthrough Performance              | Till    | Nominated | [ 32 ] |
| 2022 | Indiana Film Journalists Association              | Best Lead Performance                 | Till    | Nominated | [ 33 ] |
| 2022 | IndieWire Critics Poll                            | Best Performance                      | Till    | 4th place | [ 34 ] |
| 2022 | Las Vegas Film Critics Society                    | Best Actress                          | Till    | Nominated | [ 35 ] |
| 2022 | Los Angeles Film Critics Association              | Best Lead Performance                 | Till    | Runner-up | [ 36 ] |
| 2022 | National Board of Review                          | Breakthrough Performance              | Till    | Won       | [ 37 ] |
| 2022 | Online Association of Female Film Critics         | Best Female Lead                      | Till    | Nominated | [ 38 ] |
| 2022 | Phoenix Critics Circle                            | Best Actress                          | Till    | Nominated | [ 39 ] |
| 2022 | St. Louis Gateway Film Critics Association        | Best Actress                          | Till    | Nominated | [ 40 ] |
| 2022 | Sunset Film Circle                                | Best Actress                          | Till    | Nominated | [ 41 ] |
| 2022 | UK Film Critics Association                       | Actress of the Year                   | Till    | Nominated | [ 42 ] |
| 2022 | Utah Film Critics Association                     | Best Actress                          | Till    | Runner-up | [ 43 ] |
| 2022 | Washington D. C. Area Film Critics Association    | Best Actress                          | Till    | Nominated | [ 44 ] |
| 2022 | Women Film Critics Circle                         | Best Actress                          | Till    | Nominated | [ 45 ] |
| 2023 | Alliance of Women Film Journalists                | Best Actress                          | Till    | Nominated | [ 46 ] |
| 2023 | Alliance of Women Film Journalists                | Best Breakthrough Performance         | Till    | Won       | [ 46 ] |
| 2023 | Austin Film Critics Association                   | Best Actress                          | Till    | Nominated | [ 47 ] |
| 2023 | British Academy Film Awards                       | Best Actress in a Leading Role        | Till    | Nominated | [ 48 ] |
| 2023 | Chicago Indie Critics                             | Best Actress                          | Till    | Nominated | [ 49 ] |
| 2023 | Chicago Indie Critics                             | Breakout Artist                       | Till    | Nominated | [ 49 ] |
| 2023 | Columbus Film Critics Association                 | Best Lead Performance                 | Till    | Nominated | [ 50 ] |
| 2023 | Critics' Choice Movie Awards                      | Best Actress                          | Till    | Nominated | [ 51 ] |
| 2023 | Denver Film Critics Society                       | Best Actress                          | Till    | Nominated | [ 52 ] |
| 2023 | DiscussingFilm Critic Awards                      | Best Actress                          | Till    | Nominated | [ 53 ] |
| 2023 | Dorian Awards                                     | Film Performance of the Year          | Till    | Nominated | [ 54 ] |
| 2023 | Georgia Film Critics Association                  | Best Actress                          | Till    | Nominated | [ 55 ] |
| 2023 | Georgia Film Critics Association                  | Breakthrough Award                    | Till    | Won       | [ 55 ] |
| 2023 | Gold Derby Film Awards                            | Best Lead Actress                     | Till    | Nominated | [ 56 ] |
| 2023 | Gold Derby Film Awards                            | Best Breakthrough Performer           | Till    | Nominated | [ 56 ] |
| 2023 | Hollywood Film Critics Association                | Best Actress                          | Till    | Nominated | [ 57 ] |
| 2023 | Houston Film Critics Society                      | Best Actress                          | Till    | Nominated | [ 58 ] |
| 2023 | Latino Entertainment Journalists Association      | Best Actress in a Leading Role        | Till    | Nominated | [ 59 ] |
| 2023 | Minnesota Film Critics Alliance                   | Best Actress                          | Till    | Nominated | [ 60 ] |
| 2023 | North Carolina Film Critics Association           | Best Actress                          | Till    | Nominated | [ 61 ] |
| 2023 | Online Film Critics Society                       | Best Actress                          | Till    | Nominated | [ 62 ] |
| 2023 | Online Film and Television Association            | Best Actress                          | Till    | Nominated | [ 63 ] |
| 2023 | Online Film and Television Association            | Breakthrough Performance - Female     | Till    | Nominated | [ 63 ] |
| 2023 | San Diego Film Critics Society                    | Best Actress                          | Till    | Won       | [ 64 ] |
| 2023 | San Diego Film Critics Society                    | Breakthrough Artist                   | Till    | Runner-up | [ 64 ] |
| 2023 | San Francisco Bay Area Film Critics Circle        | Best Actress                          | Till    | Nominated | [ 65 ] |
| 2023 | Satellite Awards                                  | Best Actress - Motion Picture Drama   | Till    | Won       | [ 66 ] |
| 2023 | Screen Actors Guild Awards                        | Outstanding Actress in a Leading Role | Till    | Nominated | [ 67 ] |
| 2023 | Seattle Film Critics Society                      | Best Actress in a Leading Role        | Till    | Nominated | [ 68 ] |
| 2023 | Toronto Film Critics Association                  | Best Actress                          | Till    | Runner-up | [ 69 ] |